# Stanhope Alexander Forbes
Stanhope Alexander Forbes (ur. 18 listopada 1857 w Dublinie, zm. 2 marca 1947 w Newlyn) – irlandzki malarz, postimpresjonista, czołowy przedstawiciel Newlyn School. 
Studiował w Lambeth School of Art, następnie w Paryżu pod kierunkiem Léona Bonnata. W 1884 przeniósł się na stałe do kolonii artystycznej w Newlyn. Był członkiem założycielem New English Art Club w 1886, a w 1899 wspólnie z żoną Elizabeth (1859–1912) założył Newlyn School of Painting. W 1910 został wybrany do Royal Academy.
Forbes malował głównie realistyczne obrazy olejne ilustrujące życie i pracę rybaków z Kornwalii.